# Liste der Monuments historiques in Le Thour
Die Liste der Monuments historiques in Le Thour führt die Monuments historiques in der französischen Gemeinde Le Thour auf.

## Liste der Objekte
| Bezeichnung                           | Beschreibung                                                                                        | Standort                        | Kennzeichnung | Schutzstatus | Datum | Bild |
| ------------------------------------- | --------------------------------------------------------------------------------------------------- | ------------------------------- | ------------- | ------------ | ----- | ---- |
| Gemlde Predigt des heiligen Bertholds | Ölfarbe auf Leinwand, 18. Jahrhundert, von Jacques Wilbault; während des Ersten Weltkriegs zerstört | in der Kirche St-Nicolas (Lage) | PM08000563    | Classé       | 1908  |      |